# Límit quàntic

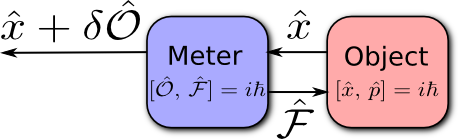
Una descripció esquemàtica de com es descriu el procés de mesura física a la mecànica quàntica.

Un límit quàntic en física és un límit en la precisió de mesura a escales quàntiques. Depenent del context, el límit pot ser absolut (com el límit de Heisenberg), o només pot aplicar-se quan l'experiment es realitza amb estats quàntics naturals (per exemple, el límit quàntic estàndard en interferometria) i es pot eludir amb una preparació d'estat avançada. i esquemes de mesura.

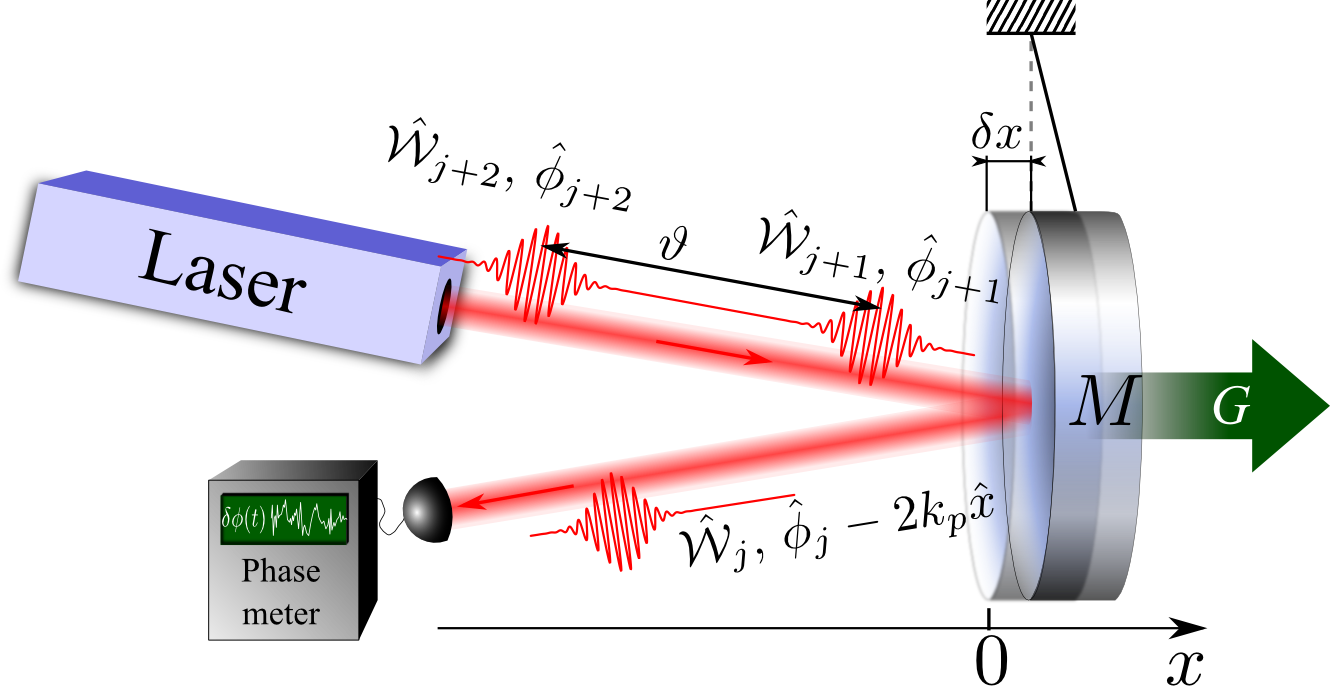
Esquema simplificat de mesura òptica de la posició de l'objecte mecànic.

L'ús del terme límit quàntic estàndard o SQL és, però, més ampli que només interferometria. En principi, qualsevol mesura lineal d'un observable de mecànica quàntica d'un sistema en estudi que no es desplaça amb si mateix en diferents moments condueix a aquests límits. En resum, la causa és el principi d'incertesa de Heisenberg.
Una explicació més detallada seria que qualsevol mesura en mecànica quàntica implica almenys dues parts, un objecte i un metre. El primer és el sistema observable, per exemple {\displaystyle {\hat {x}}}, volem mesurar. Aquest últim és el sistema que acoblem a l'objecte per inferir-ne el valor {\displaystyle {\hat {x}}} de l'objecte enregistrant alguns observables escollits, {\displaystyle {\hat {\mathcal {O}}}}, d'aquest sistema, per exemple, la posició del punter en una escala del metre. Aquest, en poques paraules, és un model de la majoria de les mesures que tenen lloc a la física, conegudes com a mesures indirectes (vegeu les pàgs. 38–42 de). Per tant, qualsevol mesura és el resultat de la interacció i això actua de les dues maneres. Per tant, el mesurador actua sobre l'objecte durant cada mesura, normalment mitjançant la quantitat, {\displaystyle {\hat {\mathcal {F}}}}, conjugat a la lectura observable {\displaystyle {\hat {\mathcal {O}}}}, pertorbant així el valor de l'observable mesurat {\displaystyle {\hat {x}}} i modificar els resultats de les mesures posteriors. Això es coneix com a acció enrere (quantum) del mesurador al sistema que s'està mesurant.
Al mateix temps, la mecànica quàntica prescriu que la lectura observable del metre hauria de tenir una incertesa inherent, {\displaystyle \delta {\hat {\mathcal {O}}}}, additiu i independent del valor de la magnitud mesurada {\displaystyle {\hat {x}}}. Aquest es coneix com a imprecisió de mesura o soroll de mesura. A causa del principi d'incertesa de Heisenberg, aquesta imprecisió no pot ser arbitrària i està vinculada a la pertorbació de l'acció posterior per la relació d'incertesa :
{\displaystyle \Delta {\mathcal {O}}\Delta {\mathcal {F}}\geqslant \hbar /2\,}
on {\displaystyle \Delta a={\sqrt {\langle {\hat {a}}^{2}\rangle -\langle {\hat {a}}\rangle ^{2}}}} és una desviació estàndard de l'observable {\displaystyle a} i {\displaystyle \langle {\hat {a}}\rangle } representa el valor d'expectativa de {\displaystyle a} en qualsevol estat quàntic es trobi el sistema. La igualtat s'assoleix si el sistema es troba en un estat d'incertesa mínima. La conseqüència per al nostre cas és que com més precisa és la nostra mesura, és a dir, més petita és {\displaystyle \Delta {\mathcal {\delta O}}}, com més gran serà la pertorbació que exerceixi el mesurador sobre l'observable mesurat {\displaystyle {\hat {x}}}. Per tant, la lectura del comptador constarà, en general, de tres termes:
{\displaystyle {\hat {\mathcal {O}}}={\hat {x}}_{\mathrm {free} }+\delta {\hat {\mathcal {O}}}+\delta {\hat {x}}_{BA}[{\hat {\mathcal {F}}}]\,}
on {\displaystyle {\hat {x}}_{\mathrm {free} }} és un valor de {\displaystyle {\hat {x}}} que tindria l'Objecte, si no estigués acoblat al Metro, i {\displaystyle \delta {\hat {x_{BA}}}[{\hat {\mathcal {F}}}]} és la pertorbació del valor de {\displaystyle {\hat {x}}} causada per la força d'acció posterior, {\displaystyle {\hat {\mathcal {F}}}}. La incertesa d'aquest últim és proporcional a {\displaystyle \Delta {\mathcal {F}}\propto \Delta {\mathcal {O}}^{-1}}. Per tant, hi ha un valor mínim, o el límit de la precisió que es pot obtenir en aquesta mesura, sempre que això {\displaystyle \delta {\hat {\mathcal {O}}}} i {\displaystyle {\hat {\mathcal {F}}}} estan no correlacionats.
Els termes "límit quàntic" i "límit quàntic estàndard" de vegades s'utilitzen indistintament. Normalment, "límit quàntic" és un terme general que es refereix a qualsevol restricció de mesura a causa d'efectes quàntics, mentre que el "límit quàntic estàndard" en qualsevol context donat es refereix a un límit quàntic que és omnipresent en aquest context.